# Степанов, Олег (легкоатлет)
Оле́г Степа́нов (род. 20 ноября 1970) — российский легкоатлет, специалист по бегу на средние дистанции. Выступал на профессиональном уровне в 1990-х годах, обладатель серебряной медали Всемирной Универсиады в Буффало, чемпион России в беге на 800 метров, многократный победитель и призёр первенств всероссийского значения. Представлял Курганскую область и физкультурно-спортивное общество Профсоюзов.

## Биография
Олег Степанов родился 20 ноября 1970 года. Занимался лёгкой атлетикой в городе Кургане Курганской области, выступал за физкультурно-спортивное общество Профсоюзов. Затем в городе Екатеринбурге Свердловской области тренировался под руководством заслуженного тренера РСФСР Рифа Бариевича Табабилова, выступал за ФСО «Динамо» и СК «Луч».
Впервые заявил о себе на всероссийском уровне в сезоне 1992 года, когда на зимнем чемпионате России в Волгограде одержал победу в беге на 800 метров и стал бронзовым призёром в беге на 1500 метров. Позднее вместе с соотечественниками выиграл бронзовую медаль в эстафете 4 × 800 метров на соревнованиях в британском Шеффилде, в 800-метровой дисциплине победил на летнем чемпионате России в Москве, взял бронзу на единственном в своём роде чемпионате СНГ по лёгкой атлетике в Москве.
Будучи студентом, в 1993 году представлял Россию на Всемирной Универсиаде в Буффало — в финале 800 метров показал время 1:49.50 и завоевал серебряную награду.
В 1995 году на зимнем чемпионате России в Волгограде был третьим и вторым в дисциплинах 800 и 1500 метров соответственно. На летнем чемпионате России в Москве выиграл бронзовую медаль в беге на 1500 метров.
На чемпионате России 1996 года в Санкт-Петербурге в дисциплине 800 метров финишировал третьим.
В 1997 году получил серебро в дисциплинах 800 и 1500 метров на зимнем чемпионате России в Волгограде. Летом в беге на 800 метров с личным рекордом 1:46.29 занял восьмое место на Мемориале братьев Знаменских в Москве. Принимал участие в Универсиаде в Катании, где с результатом 1:50.41 так же стал восьмым.
В 1998 году на соревнованиях в Екатеринбурге установил свой личный рекорд в беге на 1500 метров — 3:51.7.
В 1999 году стартовал на нескольких соревнованиях в Германии, в частности в Карлсруэ установил личный рекорд в беге на 800 метров в помещении — 1:48.23.
Дальнейшая судьба неизвестна.

## Награды и звания
- Мастер спорта России международного класса, 1997 год